# هامور برنزه
هامور برنزه (نام علمی: Epinephelus aeneus) نام یک گونه از زیرخانواده هامور است.